# برگ‌بوی همیشه‌سبز
برگ‌بوی همیشه‌سبز (نام علمی: Lindera aggregata) نام یک گونه از سرده برگ‌بوهای چاشنی است.